# یک نابغه، دو شریک و یک ساده‌دل
یک نابغه، دو شریک و یک ساده‌دل (به انگلیسی: A Genius, Two Partners and a Dupe) یا ترینیتی علیه یانکی‌ها فیلمی است محصول سال ۱۹۷۵ و به کارگردانی دامیانو دامیانی است. در این فیلم بازیگرانی همچون ترنس هیل، میو-میو، پاتریک مک‌گوئن، رابرت چارلبویز، ریموند هارمزتورف، ژان مارتن، کلاوس کینسکی، بنیتو استفانلی، فردریش فن لدبور، رناتو بالدینی، ماریو برگا، ریک باتالیا، پیترو توریسی و فوریو منیکونی ایفای نقش کرده‌اند.
این فیلم با نام به ترینیتی علیه یانکی ها به فارسی دوبله شده‌است.

## خلاصه داستان
«جو تنکس» کلاهبرداری حرفه‌ای به «بیل» دورگه و «لوسی» ساده لوح می‌پیوندد تا سیصد هزار دلار از سرگرد «کبوت» سرقت کنند. نقشه استادانه آنها مملو از دروغ است اما «جو» به نظر می‌رسد همیشه می‌داند چه کار می‌خواهد انجام دهد…